# Giovanny Gallegos
Giovanny Gallegos (né le 14 août 1991 à Ciudad Obregón, Sonora, Mexique) est un lanceur de relève droitier des Cardinals de Saint-Louis de la Ligue majeure de baseball.

## Carrière
Giovanny Gallegos signe son premier contrat professionnel avec les Yankees de New York pour 100 000 dollars US en janvier 2011 et fait ses débuts en ligues mineures en 2012.
Gallegos joue son premier match dans le baseball majeur comme lanceur de relève des Yankees le 12 mai 2017 face aux Astros de Houston.